# Chalcidique (district régional)
Pour l’article homonyme, voir Chalcidique (péninsule).
La Chalcidique (en grec Χαλκιδική, ancien Khalkidikḗ, moderne Khalkidhikí) est un district régional de la périphérie de Macédoine-Centrale, en Grèce. Il couvre la majorité de la péninsule de Chalcidique. Il est limitrophe du district régional de Thessalonique au nord et de la république monastique du Mont-Athos au sud-est. Son chef-lieu est la ville de Polýgyros.

## Histoire
Par le traité de paix de Bucarest du 10 août 1913 qui met un terme à la deuxième guerre balkanique, la Chalcidique, alors ottomane, est rattachée au royaume de Grèce. Son territoire est divisé entre le nome de Chalcidique et la république monastique du mont Athos. Le nome de Chalcidique est subdivisé en deux provinces (éparchies), Chalkidiki et Arnéa. Avec la réforme Kallikratis entrée en vigueur le 1er janvier 2011, le nome de Chalcidique devient un district régional relevant de la périphérie de Macédoine-Centrale.

## Municipalités
Depuis le 1er janvier 2011, la Chalcidique est un district régional de la périphérie de Macédoine-Centrale, composé de cinq dèmes.

Carte des dèmes de Chalcidique depuis la réforme Kallikratis (2010)

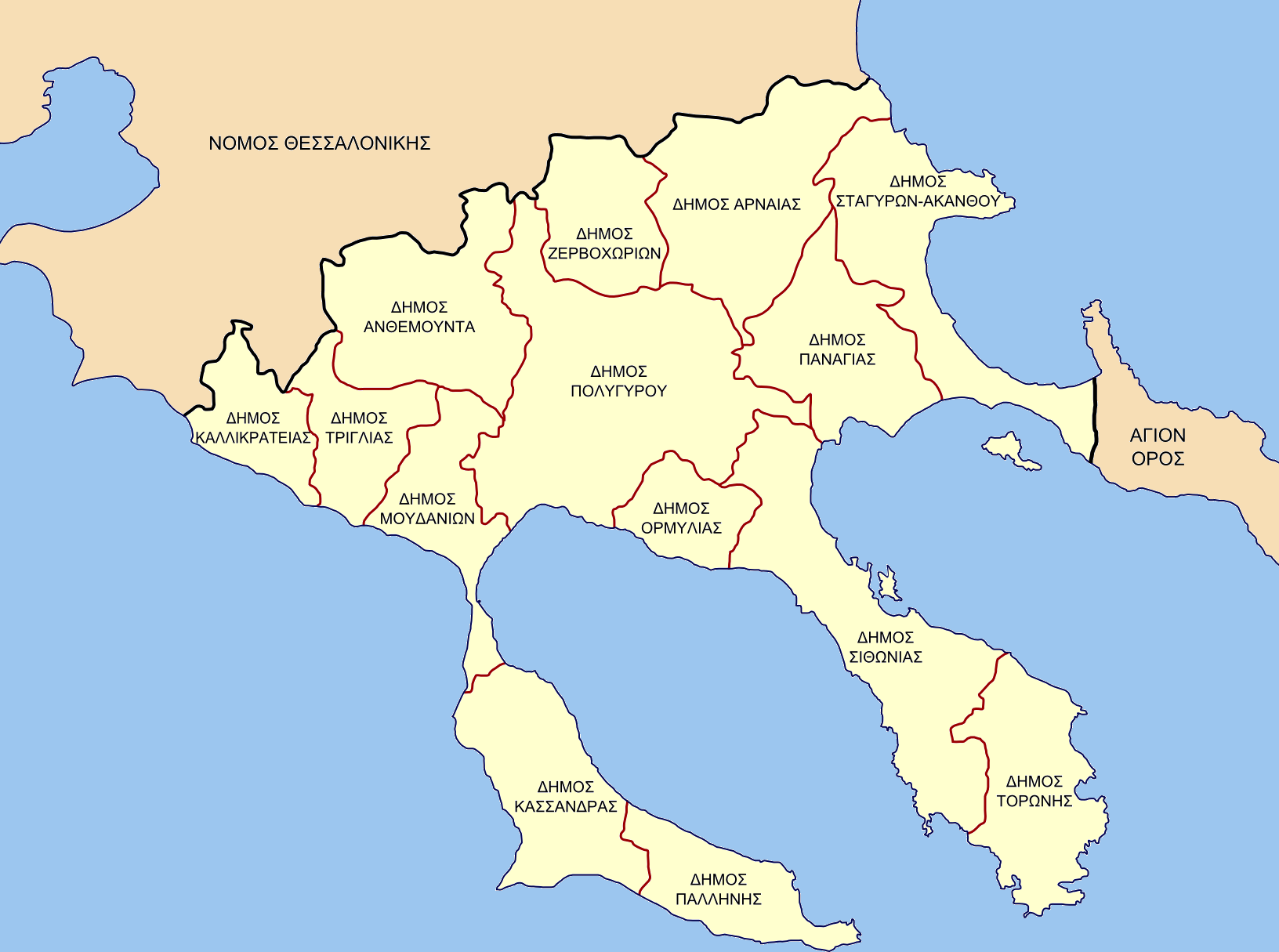
Carte des dèmes de Chalcidique avant la réforme Kallikratis (2010)

| Nouveau dème                               | Chef-lieu                | District municipal                   | Code de municipalité | Chef-lieu (si différent) | Code postal | Préfixe tél. |
| ------------------------------------------ | ------------------------ | ------------------------------------ | -------------------- | ------------------------ | ----------- | ------------ |
| 1. Polýgyros (Δήμος Πολυγύρου)             | Polýgyros                | Polýgyros (Πολυγύρου)                | 5210                 | -                        | 631 00      | 23710-2      |
| 1. Polýgyros (Δήμος Πολυγύρου)             | Polýgyros                | Anthemountas (Ανθεμούντα)            | 5201                 | Galatista                | 630 73      | 23710-32     |
| 1. Polýgyros (Δήμος Πολυγύρου)             | Polýgyros                | Zervochoria (Ζερβοχωρία)             | 5203                 | Paléohora (el)           | 630 73      | 23710-6      |
| 1. Polýgyros (Δήμος Πολυγύρου)             | Polýgyros                | Ormylia (Ορμύλια)                    | 5207                 | -                        | 630 71      | 23710-41     |
| 2. Aristotélis (Δήμος Αριστοτέλη)          | Ierissos                 | Arnaia (Αρναία)                      | 5202                 | -                        | 630 47      | 23720-2      |
| 2. Aristotélis (Δήμος Αριστοτέλη)          | Ierissos                 | Panagía (Παναγίας)                   | 5209                 | Megali Panagia (el)      | 620 76      | 23730-3      |
| 2. Aristotélis (Δήμος Αριστοτέλη)          | Ierissos                 | Stagira-Akanthos (Σταγείρων-Ακάνθου) | 5212                 | Ierissos                 | 630 72      | 23770-2      |
| 3. Nea Propontida (Δήμος Νέας Προποντίδας) | Nea Moudania             | Kallikrátia (Καλλικράτεια)           | 5204                 | Néa Kallikrátia          | 630 80      | 23990-2      |
| 3. Nea Propontida (Δήμος Νέας Προποντίδας) | Nea Moudania             | Mudanya (Μουδανιών)                  | 5206                 | Nea Moudania             | 632 00      | 23730-2      |
| 3. Nea Propontida (Δήμος Νέας Προποντίδας) | Nea Moudania             | Tríglia (Τρίγλια)                    | 5214                 | Néa Tríglia              | 630 79      | 23750-5      |
| 4. Kassándra (Δήμος Κασσάνδρας)            | Kassándria (Κασσάνδρεια) | Kassandra (Κασσάνδρα)                | 5205                 |                          | 630 77      | 23990-2      |
| 4. Kassándra (Δήμος Κασσάνδρας)            | Kassándria (Κασσάνδρεια) | Pallíni (Παλλήνης)                   | 5208                 | Chaniótis                | 630 85      | 23740-5      |
| 5. Sithonie (Δήμος Σιθωνίας)               | Nikíti                   | Sithonie (Σιθωνία)                   | 5211                 | Nikiti                   | 630 88      | 23750-2      |
| 5. Sithonie (Δήμος Σιθωνίας)               | Nikíti                   | Torone (Τορώνη)                      | 5213                 | Sykiá                    | 630 72      | 23750-41     |

## Jumelages
- Laval, France

## Chalcidiens célèbres
- Aquiline de Zanglivéri († 1764), Aquiline de Zanglivéri(on) ou Aquilina, martyrisée par les Turcs ; sainte chrétienne fêtée le 27 septembre[2].
- Aristote, philosophe.